# 谢晓亮
谢晓亮 （1962年6月—），男，广西合浦县人，生于北京市，中国化学家、生物物理学家，哈佛大学化学及化学生物学系教授，北京大学李兆基讲席教授。

## 生平
1962年生于北京。1984年毕业于北京大学，获得化学理学学士学位。赴美国留学，就读于加州大学圣地牙哥分校，师从物理化学家约翰·道格拉斯·西蒙教授（Prof. John D. Simon），并于1990年获得博士学位。
1990年至1992年，在芝加哥大学做博士后研究，合作导师为激光光谱学家格雷厄姆·佛莱明教授（Prof. Graham R. Fleming）。
1992年至1998年，就职于美国能源部所属西北太平洋国家实验室（Pacific Northwest National Laboratory）之环境分子科学实验室（Environmental Molecular Sciences Laboratory）从研究员晋升为Chief Scientist。
1999年，成为哈佛大学化学及化学生物学系教授。
2018年，全职回到北京大学任教，担任北京大学李兆基讲席教授。
2023年，当选为第十四届全国政协常委，同年恢复中国国籍，按《中国科学院外籍院士转为中国科学院院士暂行办法》转为中国科学院院士。

## 家庭
父亲谢有畅为物理化学家和化学工程专家，母亲杨骏英为工业催化专家，两人均长期任教于北京大学化学系（现化学与分子工程学院）。

## 学术贡献
谢晓亮是单分子酶学（Single Molecule Enzymology）的奠基人之一，大幅发展改良了单分子荧光显微镜（Single Molecule Microscopy）技术。谢晓亮教授对coherent anti-Stokes Raman spectroscopy （CARS Microscopy 相干反斯托克斯拉曼散射显微镜）以及stimulated Raman scattering microscopy（SRS Microscopy 受激拉曼散射显微镜），做出了创造性的巨大贡献，并观察到许多重要结果。其实验室侧重单分子酶学，生物大分子变构机制，单分子动力学方面的研究。

## 奖项和荣誉

### 奖项
- 2004年，國立衛生研究院 (美國)先锋奖[6]
- 2007年，Willis E. Lamb Award for Laser Science and Quantum Optics （威利斯·兰姆奖，激光科学和量子光学，纪念诺奖得主激光科技先驱兰姆）
- 2008年，Berthold Leibinger Zukunftspreis（英语：Berthold Leibinger Zukunftspreis） for Applied Laser Technology （德国雷宾赫应用激光技术奖）[7]
- 2009年，美国能源部劳伦斯奖（化学类）
- 2013年，國立衛生研究院 (美國)先锋奖
- 2015年，美国化学学会的物理化学彼得·德拜奖（英语：Peter Debye Award）[8]

### 荣誉
- 2006年，美国科学促进会会士
- 2006年，生物物理学会（国际）会士
- 2008年，美国文理科学院院士
- 2010年，中国化学会荣誉会士
- 2011年，美国科学院院士
- 2012年，美国微生物学会会士
- 2014年，美国光学学会会士
- 2017年，中国科学院外籍院士
- 2023年，转为中国科学院院士